# Михайлівська сільська рада (Радивилівський район)
Миха́йлівська сільська́ ра́да — орган місцевого самоврядування в Радивилівському районі Рівненської області. Адміністративний центр — село Михайлівка.

## Загальні відомості
- Михайлівська сільська рада утворена в 1940 році.
- Територія ради: 28,168 км²
- Населення ради: 713 особи (станом на 2001 рік)

## Розташування
Територія, яка підпорядковується Михайлівській сільській раді, межує з Ситненською, Крупецькою, Башарівською, Підзамчівською сільськими радами Радивилівського району та Кременецьким районом Тернопільської області.

## Населені пункти
Сільській раді підпорядковані населені пункти:
- с. Михайлівка
- с. Засув

## Склад ради
Рада складається з 14 депутатів та голови.
- Голова ради: Маркович Віктор Андрійович
- Секретар ради: Житкова Лариса Семенівна

### Керівний склад попередніх скликань
| Прізвище, ім'я, по батькові | Основні відомості                                            | Дата обрання | Дата звільнення |
| --------------------------- | ------------------------------------------------------------ | ------------ | --------------- |
| Твердохліб Любов Савівна    | Сільський голова, 1946 року народження, член Народної партії | 26.03.2006   | 31.10.2010      |
| Маркович Віктор Андрійович  | Сільський голова, 1963 року народження, освіта вища          | 31.10.2010   |                 |

Примітка: таблиця складена за даними сайту Верховної Ради України